# 波前速度
物理學中，波前速度（Front velocity）是一脈衝大於零值的第一個陡坡其前行之速度。
在數學中，波前速度則用於雙曲型偏微分方程的解，描述傳遞波前之速度。

## 文獻
- 經典：里昂·布里淵（Léon Brillouin）《波傳遞與群速度》（Wave Propagation and Group Velocity）Academic Press Inc., New York（1960年）ISBN 0-1213-4968-3。

## 外部連結
- "The Nature of Signal Velocity c Classical or Quantum Mechanical" （页面存档备份，存于）（英文）（Powerpoint檔）